# Salón México
Salón México és una pel·lícula mexicana de cinema negre del 1949 dirigida per Emilio "Indio" Fernández, amb guió coescrit per Fernández i Mauricio Magdaleno. Descriu el treball d'una cabaretera en la seva lluita per donar-li una millor vida a la seva germana Beatriz.

## Trama
Mercedes treballa com a cabaretera al "Salón México" per sostenir els estudis de Beatriz, la seva germana menor, en un exclusiu col·legi de senyoretes. Beatriz no sospita a què es dedica Mercedes i somia amb casar-se amb Roberto, un jove pilot de l'Esquadró 201, fill de la directora del col·legi. Els problemes es presenten quan Mercedes i Paco, el seu explotador, guanyen un concurs de danzón. Paco es nega a compartir el premi i Mercedes, desesperada, roba els diners mentre ell dorm.

## Repartiment
- Marga López…. Mercedes Gómez
- Miguel Inclán…. Lupe López
- Rodolfo Acosta…. Paco
- Roberto Cañedo…. Roberto
- Mimí Derba…. directora del col·legi de senyoretes
- Carlos Múzquiz…. patró
- Fanny Schiller…. prefecta del col·legi de senyoretes
- Estela Matute…. cabaretera
- Silvia Derbez…. Beatriz
- José Torvay…. policia sord
- Maruja Grifell…. professora
- Hernán Vera…. cuidador de l'hotel
- Humberto Rodríguez…. vetllador
- Luis Aceves Castañeda…. lladre
- Francisco Reiguera…. lladre
- Zoila Esperanza Rojas…. intervenció musical
- Celia Cruz…. intervenció musical
- Son Clave de Oro…. intervenció musical
- Mulatas de Fuego…. intervenció musical

## Comentari
A pesar que el paisatge rural va ser l'entorn característic en la majoria de les seves pel·lícules, Emilio Fernández mai va menysprear les oportunitats que li brindava el canviant panorama de la Ciutat de Mèxic per a situar algunes de les seves històries. No obstant això, el seu recel davant el melodrama (gènere que el "Indio" considerava menor) va fer que Fernández preferís la seva vena indigenista i relegués a cintes com a Salón México o Víctimas del pecado (1950) a la categoria de films menors.
Si bé van ser poques les pel·lícules urbanes del "Indi", aquestes han conservat la seva vigència i fins i tot s'han convertit en les favorites d'alguns crítics revisionistes i de bona part del públic seguidor de la seva obra. Tomás Pérez Turrent assenyala:
[…] crec que per damunt, fins i tot, del seu cinema indigenista estan els dos grans melodrames que ha fet: Saló Mèxic i Víctimes del pecat. Ell pensa que el melodrama és un gènere menor. Però dir melodrama a aquestes dues pel·lícules no és establir un judici de valor. Crec que són molt bones pel·lícules i que representen el millor del "Indi"; el més sincer. Crec que en elles està més autènticament el "Indi" que en la resta de la seva obra.
En gran manera, aquesta sensació d'autenticitat que transmeten les imatges de Salón México es deu al fet que el "Indio" caminava per terrenys coneguts. Gran ballarí, abans que actor o director, Fernández coneixia perfectament els ambients sòrdids i ombrívols dels cabarets de la capital on va guanyar més d'un concurs com el que se celebra al principi de la pel·lícula. La fotografia de Figueroa i l'estupenda ambientació de Jesús Bracho van contribuir a convertir a Salón Mèxico en una de les primeres cintes veritablement realistes del gènere de cabaret.
A Salón México, la rude solemnitat del cinema d'Emilio Fernández dona pas a una sensualitat gojosa i relaxada, en la qual destaquen les estupendes interpretacions de Marga López, Rodolfo Acosta i Miguel Inclán i el ritme vibrant que el director imprimeix a la direcció d'escenes.
A més ocupa el lloc número 28 entre les 100 millors pel·lícules del cinema mexicà, segons l'opinió de 25 crítics i especials, publicat per la revista Somos al juliol de 1994.

## Curiositats
- Al principi de la pel·lícula, quan Mercedes va per la seva germana a l'internat i surten a passejar, podem veure el sòcol de la CDMX amb arbres, plantes i jardineres.
- A més hi ha un passeig pel Museu Nacional, amb les peces arqueològiques que actualment estan en el que avui dia és el Museu d'Antropologia i Història.
- Com a dada curiosa, en aquest mateix passeig van a la celebració del Crit d'Independència al Palacio Nacional, en les imatges del Crit podem veure al President de la República en aquest llavors (1946), Manuel Ávila Camacho (1940-1946) enarborant la bandera nacional i al seu costat, el president electe, Miguel Alemán Valdés (1946-1952).
- L'actor Miguel Inclán, que interpreta a Lupe el policia, és un dels més famosos vilans del cinema mexicà, en aquesta pel·lícula fa el paper de bo i aconsegueix commoure en la seva interpretació.

## Premis i reconeixements
V edició dels Premis Ariel
| Categoria                   | Persona        | Resultat   |
| --------------------------- | -------------- | ---------- |
| Millor Actriu               | Marga López    | Guanyadora |
| Millor Coactuació Masculina | Rodolfo Acosta | Nominat    |